# Championship League 2014
Die Championship League 2014 war ein Snooker-Einladungsturnier im Rahmen der Snooker Main Tour der Saison 2013/14. Es wurde an verschiedenen Terminen zwischen dem 6. Januar und dem 6. März 2014 im Crondon Park Golf Club in Stock, Essex, England ausgetragen. Es ist die insgesamt siebte Auflage der Championship League. Titelverteidiger war der Engländer Martin Gould, der es auch in diesem Jahr wieder ins Finale schaffte. Dort unterlag er seinem Landsmann Judd Trump mit 1:3, der das Turnier damit das zweite Mal gewann. Trumps erster Turniersieg war 2009.
Am 8. Januar konnte Shaun Murphy sein zweites und das insgesamt 103. offizielle Maximum Break erzielen.

## Preisgeld
| Gruppen 1–7                            | Preisgeld |
| -------------------------------------- | --------- |
| Sieger                                 | 3.000 £   |
| Finalist                               | 2.000 £   |
| Halbfinalist                           | 1.000 £   |
| Prämie pro Framegewinn (K.-o.-Phase)   | 300 £     |
| Prämie pro Framegewinn (Gruppenspiele) | 100 £     |
| Höchstes Break                         | 500 £     |

| Winners' Group                         | Preisgeld |
| -------------------------------------- | --------- |
| Turniersieger                          | 10.000 £  |
| Finalist                               | 5.000 £   |
| Halbfinalist                           | 3.000 £   |
| Prämie pro Framegewinn (K.-o.-Phase)   | 300 £     |
| Prämie pro Framegewinn (Gruppenspiele) | 200 £     |
| Höchstes Break                         | 1.000 £   |

## Gruppen 1–7
In allen sieben Gruppen treten sieben Spieler im Round-Robin-Modus gegeneinander an. Die ersten vier Spieler dieser ersten Phase qualifizieren sich für die K.-o.-Phase, in welcher der Gruppensieger bestimmt wird. Die sieben Gruppensieger sind für die abschließende Winners' Group qualifiziert. In der K.-o.-Phase unterlegene Spieler, sowie der nach der Gruppenphase auf Rang 5 platzierte Spieler, treten in der folgenden Gruppe wieder an. Die beiden Gruppenletzten scheiden aus dem Turnier aus.

### Gruppe 1
Die Spiele der ersten Gruppe fanden am 6. und 7. Januar 2014 statt. Ricky Walden konnte sich als erster Spieler für die Winners' Group qualifizieren. Ali Carter, Judd Trump, Mark Davis und Shaun Murphy qualifizierten sich für Gruppe 2. Stuart Bingham und Robert Milkins schieden aus dem Turnier aus.

#### Gruppenspiele
| Sp. | Spieler 1      | Erg. | Spieler 2      |  | Sp. | Spieler 1      | Erg. | Spieler 2      |  | Sp. | Spieler 1      | Erg. | Spieler 2      |
| --- | -------------- | ---- | -------------- |  | --- | -------------- | ---- | -------------- |  | --- | -------------- | ---- | -------------- |
| 1   | Judd Trump     | 3:1  | Shaun Murphy   |  | 8   | Judd Trump     | 3:1  | Stuart Bingham |  | 15  | Stuart Bingham | 3:1  | Robert Milkins |
| 2   | Stuart Bingham | 2:3  | Ricky Walden   |  | 9   | Mark Davis     | 3:1  | Ali Carter     |  | 16  | Ricky Walden   | 2:3  | Ali Carter     |
| 3   | Mark Davis     | 3:1  | Robert Milkins |  | 10  | Shaun Murphy   | 3:2  | Ricky Walden   |  | 17  | Judd Trump     | 3:0  | Mark Davis     |
| 4   | Ali Carter     | 3:0  | Judd Trump     |  | 11  | Stuart Bingham | 2:3  | Ali Carter     |  | 18  | Shaun Murphy   | 1:3  | Ali Carter     |
| 5   | Shaun Murphy   | 3:2  | Stuart Bingham |  | 12  | Robert Milkins | 0:3  | Ricky Walden   |  | 19  | Stuart Bingham | 1:3  | Mark Davis     |
| 6   | Ricky Walden   | 3:1  | Mark Davis     |  | 13  | Judd Trump     | 3:0  | Robert Milkins |  | 20  | Shaun Murphy   | 2:3  | Robert Milkins |
| 7   | Robert Milkins | 0:3  | Ali Carter     |  | 14  | Shaun Murphy   | 0:3  | Mark Davis     |  | 21  | Judd Trump     | 3:0  | Ricky Walden   |

#### Tabelle
| Pos. | Spieler        | Gegner | Gegner | Gegner | Gegner | Gegner | Gegner | Gegner | Partien | Frames | Punkte | Preisgeld |
| ---- | -------------- | ------ | ------ | ------ | ------ | ------ | ------ | ------ | ------- | ------ | ------ | --------- |
| Pos. | Spieler        | CAR    | TRU    | DAV    | WAL    | MUR    | BIN    | MIL    | Partien | Frames | Punkte | Preisgeld |
| 1    | Ali Carter     | x      | 3      | 1      | 3      | 3      | 3      | 3      | 5:1     | 16:8   | 5      | 1.800 £   |
| 2    | Judd Trump     | 0      | x      | 3      | 3      | 3      | 3      | 3      | 5:1     | 15:5   | 5      | 5.500 £   |
| 3    | Mark Davis     | 3      | 0      | x      | 1      | 3      | 3      | 3      | 4:2     | 13:9   | 4      | 2.300 £   |
| 4    | Ricky Walden   | 2      | 0      | 3      | x      | 2      | 3      | 3      | 3:3     | 13:9   | 3      | 6.100 £   |
| 5    | Shaun Murphy   | 1      | 1      | 0      | 3      | x      | 3      | 2      | 2:4     | 10:16  | 2      | 1.100 £   |
| 6    | Stuart Bingham | 2      | 1      | 1      | 2      | 2      | x      | 3      | 1:5     | 11:16  | 1      | 1.000 £   |
| 7    | Robert Milkins | 0      | 0      | 1      | 0      | 3      | 1      | x      | 1:5     | 5:17   | 1      | 500 £     |

|  | Qualifikation für das Halbfinale der Gruppe 1 |
|  | Qualifikation für Gruppe 2                    |

#### K.-o.-Phase
|  | Halbfinale Best of 5 Frames | Halbfinale Best of 5 Frames | Halbfinale Best of 5 Frames |  |  | Finale Best of 5 Frames | Finale Best of 5 Frames | Finale Best of 5 Frames |
|  |                             |                             |                             |  |  |                         |                         |                         |
|  |                             |                             |                             |  |  |                         |                         |                         |
|  | 1                           | Ali Carter                  | 1                           |  |  |                         |                         |                         |
|  | 4                           | Ricky Walden                | 3                           |  |  |                         |                         |                         |
|  |                             |                             |                             |  |  | 4                       | Ricky Walden            | 3                       |
|  |                             |                             |                             |  |  | 2                       | Judd Trump              | 2                       |
|  | 2                           | Judd Trump                  | 3                           |  |  |                         |                         |                         |
|  | 3                           | Mark Davis                  | 0                           |  |  |                         |                         |                         |
|  |                             |                             |                             |  |  |                         |                         |                         |

### Gruppe 2
Die Spiele der Gruppe 2 wurden am 8. und 9. Januar 2014 ausgetragen. Zu den aus der ersten Gruppe Qualifizierten kamen Joe Perry, Neil Robertson und Barry Hawkins. Judd Trump musste auch im zweiten Finale eine Niederlage hinnehmen. Joe Perry konnte ihn mit 3:0 schlagen und sich einen Platz in der Winners' Group sichern. Judd Trump, Neil Robertson, Shaun Murphy und Mark Davis qualifizierten sich für Gruppe 3. Ali Carter und Barry Hawkins schieden aus.
Im Spiel gegen Mark Davis konnte Shaun Murphy sein zweites Maximum Break erzielen. Das erste Mal gelang ihm 13 Jahre zuvor bei der Benson & Hedges Championship 2001. Es war das insgesamt 103. offizielle Maximum Break und das sechste dieser Saison.

#### Gruppenspiele
| Sp. | Spieler 1      | Erg. | Spieler 2      |  | Sp. | Spieler 1      | Erg. | Spieler 2      |  | Sp. | Spieler 1    | Erg. | Spieler 2      |
| --- | -------------- | ---- | -------------- |  | --- | -------------- | ---- | -------------- |  | --- | ------------ | ---- | -------------- |
| 1   | Judd Trump     | 3:0  | Ali Carter     |  | 8   | Judd Trump     | 3:1  | Mark Davis     |  | 15  | Mark Davis   | 3:0  | Barry Hawkins  |
| 2   | Mark Davis     | 2:3  | Shaun Murphy   |  | 9   | Ali Carter     | 0:3  | Shaun Murphy   |  | 16  | Shaun Murphy | 1:3  | Joe Perry      |
| 3   | Joe Perry      | 3:1  | Judd Trump     |  | 10  | Neil Robertson | 3:0  | Joe Perry      |  | 17  | Ali Carter   | 1:3  | Joe Perry      |
| 4   | Neil Robertson | 3:1  | Barry Hawkins  |  | 11  | Barry Hawkins  | 0:3  | Shaun Murphy   |  | 18  | Judd Trump   | 3:1  | Neil Robertson |
| 5   | Ali Carter     | 3:1  | Mark Davis     |  | 12  | Mark Davis     | 2:3  | Joe Perry      |  | 19  | Ali Carter   | 3:1  | Barry Hawkins  |
| 6   | Shaun Murphy   | 2:3  | Neil Robertson |  | 13  | Judd Trump     | 3:1  | Barry Hawkins  |  | 20  | Mark Davis   | 3:0  | Neil Robertson |
| 7   | Barry Hawkins  | 1:3  | Joe Perry      |  | 14  | Ali Carter     | 1:3  | Neil Robertson |  | 21  | Judd Trump   | 3:1  | Shaun Murphy   |

#### Tabelle
| Pos. | Spieler        | Gegner | Gegner | Gegner | Gegner | Gegner | Gegner | Gegner | Partien | Frames | Punkte | Preisgeld |
| ---- | -------------- | ------ | ------ | ------ | ------ | ------ | ------ | ------ | ------- | ------ | ------ | --------- |
| Pos. | Spieler        | TRU    | PER    | ROB    | MUR    | DAV    | CAR    | HAW    | Partien | Frames | Punkte | Preisgeld |
| 1    | Judd Trump     | x      | 1      | 3      | 3      | 3      | 3      | 3      | 5:1     | 16:7   | 5      | 4.500 £   |
| 2    | Joe Perry      | 3      | x      | 0      | 3      | 3      | 3      | 3      | 5:1     | 15:9   | 4      | 6.300 £   |
| 3    | Neil Robertson | 1      | 3      | x      | 3      | 0      | 3      | 3      | 4:2     | 13:10  | 4      | 2.900 £   |
| 4    | Shaun Murphy   | 1      | 1      | 2      | x      | 3      | 3      | 3      | 3:3     | 13:11  | 3      | 3.100 £   |
| 5    | Mark Davis     | 1      | 2      | 3      | 2      | x      | 1      | 3      | 2:4     | 12:12  | 2      | 1.200 £   |
| 6    | Ali Carter     | 0      | 1      | 1      | 0      | 3      | x      | 3      | 2:4     | 8:14   | 2      | 800 £     |
| 7    | Barry Hawkins  | 1      | 1      | 1      | 0      | 0      | 1      | x      | 0:6     | 4:18   | 0      | 400 £     |

|  | Qualifikation für das Halbfinale der Gruppe 2 |
|  | Qualifikation für Gruppe 3                    |

#### K.-o.-Phase
|  | Halbfinale Best of 5 Frames | Halbfinale Best of 5 Frames | Halbfinale Best of 5 Frames |  |  | Finale Best of 5 Frames | Finale Best of 5 Frames | Finale Best of 5 Frames |
|  |                             |                             |                             |  |  |                         |                         |                         |
|  |                             |                             |                             |  |  |                         |                         |                         |
|  | 1                           | Judd Trump                  | 3                           |  |  |                         |                         |                         |
|  | 4                           | Shaun Murphy                | 1                           |  |  |                         |                         |                         |
|  |                             |                             |                             |  |  | 4                       | Judd Trump              | 0                       |
|  |                             |                             |                             |  |  | 2                       | Joe Perry               | 3                       |
|  | 2                           | Joe Perry                   | 3                           |  |  |                         |                         |                         |
|  | 3                           | Neil Robertson              | 2                           |  |  |                         |                         |                         |
|  |                             |                             |                             |  |  |                         |                         |                         |

### Gruppe 3
Die Partien der dritten Gruppe fanden am 20. und 21. Januar 2014 statt. Zu den aus Gruppe 2 qualifizierten kamen Graeme Dott, Matthew Stevens und Ryan Day. Judd Trump kam zum dritten Mal hintereinander ins Finale und konnte sich diesmal, mit einem 3:0 gegen Ryan Day, einen Platz in der Winners' Group sichern. Für die nächste Gruppe konnten sich Shaun Murphy, Neil Robertson, Ryan Day und Matthew Stevens qualifizieren. Mark Davis und Graeme Dott schieden aus dem Turnier aus.

#### Gruppenspiele
| Sp. | Spieler 1       | Erg. | Spieler 2       |  | Sp. | Spieler 1       | Erg. | Spieler 2       |  | Sp. | Spieler 1      | Erg. | Spieler 2       |
| --- | --------------- | ---- | --------------- |  | --- | --------------- | ---- | --------------- |  | --- | -------------- | ---- | --------------- |
| 1   | Judd Trump      | 0:3  | Neil Robertson  |  | 8   | Judd Trump      | 1:3  | Shaun Murphy    |  | 15  | Shaun Murphy   | 3:1  | Matthew Stevens |
| 2   | Shaun Murphy    | 3:0  | Mark Davis      |  | 9   | Neil Robertson  | 3:1  | Mark Davis      |  | 16  | Mark Davis     | 2:3  | Ryan Day        |
| 3   | Graeme Dott     | 3:0  | Matthew Stevens |  | 10  | Graeme Dott     | 2:3  | Ryan Day        |  | 17  | Judd Trump     | 3:0  | Graeme Dott     |
| 4   | Ryan Day        | 1:3  | Judd Trump      |  | 11  | Shaun Murphy    | 3:1  | Ryan Day        |  | 18  | Neil Robertson | 2:3  | Ryan Day        |
| 5   | Neil Robertson  | 3:2  | Shaun Murphy    |  | 12  | Matthew Stevens | 3:2  | Mark Davis      |  | 19  | Shaun Murphy   | 3:2  | Graeme Dott     |
| 6   | Mark Davis      | 3:2  | Graeme Dott     |  | 13  | Judd Trump      | 3:1  | Matthew Stevens |  | 20  | Judd Trump     | 1:3  | Mark Davis      |
| 7   | Matthew Stevens | 3:1  | Ryan Day        |  | 14  | Neil Robertson  | 3:2  | Graeme Dott     |  | 21  | Neil Robertson | 2:3  | Matthew Stevens |

#### Tabelle
| Pos. | Spieler         | Gegner | Gegner | Gegner | Gegner | Gegner | Gegner | Gegner | Partien | Frames | Punkte | Preisgeld |
| ---- | --------------- | ------ | ------ | ------ | ------ | ------ | ------ | ------ | ------- | ------ | ------ | --------- |
| Pos. | Spieler         | MUR    | ROB    | DAY    | TRU    | STE    | DAV    | DOT    | Partien | Frames | Punkte | Preisgeld |
| 1    | Shaun Murphy    | x      | 2      | 3      | 3      | 3      | 3      | 3      | 5:1     | 17:8   | 5      | 2.700 £   |
| 2    | Neil Robertson  | 3      | x      | 2      | 3      | 2      | 3      | 3      | 4:2     | 16:11  | 4      | 3.200 £   |
| 3    | Ryan Day        | 1      | 3      | x      | 1      | 1      | 3      | 3      | 3:3     | 12:15  | 3      | 4.100 £   |
| 4    | Judd Trump      | 1      | 0      | 3      | x      | 3      | 1      | 3      | 3:3     | 11:11  | 3      | 6.400 £   |
| 5    | Matthew Stevens | 1      | 3      | 3      | 1      | x      | 3      | 0      | 3:3     | 11:14  | 3      | 1.100 £   |
| 6    | Mark Davis      | 0      | 1      | 2      | 3      | 2      | x      | 3      | 2:4     | 11:15  | 2      | 1.100 £   |
| 7    | Graeme Dott     | 2      | 2      | 2      | 0      | 3      | 2      | x      | 1:4     | 11:15  | 1      | 1.100 £   |

|  | Qualifikation für das Halbfinale der Gruppe 3 |
|  | Qualifikation für Gruppe 4                    |

#### K.-o.-Phase
|  | Halbfinale Best of 5 Frames | Halbfinale Best of 5 Frames | Halbfinale Best of 5 Frames |  |  | Finale Best of 5 Frames | Finale Best of 5 Frames | Finale Best of 5 Frames |
|  |                             |                             |                             |  |  |                         |                         |                         |
|  |                             |                             |                             |  |  |                         |                         |                         |
|  | 1                           | Shaun Murphy                | 0                           |  |  |                         |                         |                         |
|  | 4                           | Judd Trump                  | 3                           |  |  |                         |                         |                         |
|  |                             |                             |                             |  |  | 4                       | Judd Trump              | 3                       |
|  |                             |                             |                             |  |  | 3                       | Ryan Day                | 0                       |
|  | 2                           | Neil Robertson              | 0                           |  |  |                         |                         |                         |
|  | 3                           | Ryan Day                    | 3                           |  |  |                         |                         |                         |
|  |                             |                             |                             |  |  |                         |                         |                         |

### Gruppe 4
Die Spiele der vierten Gruppe wurden am 22. und 23. Januar 2014 ausgetragen. Zu den vier aus Gruppe 3 qualifizierten Spielern kamen noch Stephen Maguire, Mark Selby und Tom Ford. Stephen Maguire konnte alle seine Spiele gewinnen und somit direkt in die Winner's Group einziehen. Er gewann im Finale gegen 3:0 gegen Neil Robertson. Matthew Stevens und Tom Ford schieden aus dem Turnier aus.

#### Gruppenspiele
| Sp. | Spieler 1       | Erg. | Spieler 2       |  | Sp. | Spieler 1       | Erg. | Spieler 2       |  | Sp. | Spieler 1       | Erg. | Spieler 2       |
| --- | --------------- | ---- | --------------- |  | --- | --------------- | ---- | --------------- |  | --- | --------------- | ---- | --------------- |
| 1   | Ryan Day        | 1:3  | Shaun Murphy    |  | 8   | Ryan Day        | 1:3  | Neil Robertson  |  | 15  | Matthew Stevens | 3:2  | Tom Ford        |
| 2   | Neil Robertson  | 3:1  | Matthew Stevens |  | 9   | Mark Selby      | 3:0  | Tom Ford        |  | 16  | Neil Robertson  | 2:3  | Stephen Maguire |
| 3   | Mark Selby      | 1:3  | Stephen Maguire |  | 10  | Shaun Murphy    | 3:1  | Matthew Stevens |  | 17  | Ryan Day        | 3:0  | Mark Selby      |
| 4   | Tom Ford        | 1:3  | Ryan Day        |  | 11  | Stephen Maguire | 3:2  | Matthew Stevens |  | 18  | Shaun Murphy    | 1:3  | Tom Ford        |
| 5   | Matthew Stevens | 3:2  | Mark Selby      |  | 12  | Neil Robertson  | 2:3  | Tom Ford        |  | 19  | Neil Robertson  | 1:3  | Mark Selby      |
| 6   | Shaun Murphy    | 2:3  | Neil Robertson  |  | 13  | Ryan Day        | 2:3  | Stephen Maguire |  | 20  | Shaun Murphy    | 2:3  | Stephen Maguire |
| 7   | Stephen Maguire | 3:1  | Tom Ford        |  | 14  | Shaun Murphy    | 3:2  | Mark Selby      |  | 21  | Ryan Day        | 3:1  | Matthew Stevens |

#### Tabelle
| Pos. | Spieler         | Gegner | Gegner | Gegner | Gegner | Gegner | Gegner | Gegner | Partien | Frames | Punkte | Preisgeld |
| ---- | --------------- | ------ | ------ | ------ | ------ | ------ | ------ | ------ | ------- | ------ | ------ | --------- |
| Pos. | Spieler         | MAG    | ROB    | MUR    | DAY    | SEL    | STE    | FOR    | Partien | Frames | Punkte | Preisgeld |
| 1    | Stephen Maguire | x      | 3      | 3      | 3      | 3      | 3      | 3      | 6:0     | 18:10  | 6      | 6.600 £   |
| 2    | Neil Robertson  | 2      | x      | 3      | 3      | 1      | 3      | 2      | 3:3     | 15:13  | 3      | 4.800 £   |
| 3    | Shaun Murphy    | 2      | 2      | x      | 3      | 3      | 3      | 1      | 3:3     | 14:13  | 3      | 2.700 £   |
| 4    | Ryan Day        | 2      | 1      | 1      | x      | 3      | 3      | 3      | 3:3     | 13:11  | 3      | 2.900 £   |
| 5    | Mark Selby      | 1      | 3      | 2      | 0      | x      | 2      | 3      | 2:4     | 11:13  | 2      | 1.100 £   |
| 6    | Matthew Stevens | 2      | 1      | 1      | 1      | 3      | x      | 3      | 2:4     | 11:16  | 2      | 1.100 £   |
| 7    | Tom Ford        | 1      | 3      | 3      | 1      | 0      | 2      | x      | 2:5     | 10:15  | 2      | 1.000 £   |

|  | Qualifikation für das Halbfinale der Gruppe 4 |
|  | Qualifikation für Gruppe 5                    |

#### K.-o.-Phase
|  | Halbfinale Best of 5 Frames | Halbfinale Best of 5 Frames | Halbfinale Best of 5 Frames |  |  | Finale Best of 5 Frames | Finale Best of 5 Frames | Finale Best of 5 Frames |
|  |                             |                             |                             |  |  |                         |                         |                         |
|  |                             |                             |                             |  |  |                         |                         |                         |
|  | 1                           | Stephen Maguire             | 3                           |  |  |                         |                         |                         |
|  | 4                           | Ryan Day                    | 2                           |  |  |                         |                         |                         |
|  |                             |                             |                             |  |  | 4                       | Stephen Maguire         | 3                       |
|  |                             |                             |                             |  |  | 2                       | Neil Robertson          | 0                       |
|  | 2                           | Neil Robertson              | 3                           |  |  |                         |                         |                         |
|  | 3                           | Shaun Murphy                | 1                           |  |  |                         |                         |                         |
|  |                             |                             |                             |  |  |                         |                         |                         |

### Gruppe 5
Die Partien der Gruppe 5 fanden am 10. und 11. Februar 2014 statt. Zu den aus Gruppe 4 qualifizierten Spielern kamen noch Dominic Dale, Marco Fu und John Higgins. Shaun Murphy konnte sich, nachdem er bereits in allen vorherigen Gruppen Teilgenommen hatte, für die Winners' Group qualifizieren. Er besiegte Dominic Dale im Finale mit 3:1. Aus dem Turnier schieden Mark Selby und Neil Robertson aus.

#### Gruppenspiele
| Sp. | Spieler 1      | Erg. | Spieler 2      |  | Sp. | Spieler 1      | Erg. | Spieler 2    |  | Sp. | Spieler 1      | Erg. | Spieler 2    |
| --- | -------------- | ---- | -------------- |  | --- | -------------- | ---- | ------------ |  | --- | -------------- | ---- | ------------ |
| 1   | Ryan Day       | 3:0  | Mark Selby     |  | 8   | Dominic Dale   | 1:3  | Marco Fu     |  | 15  | Mark Selby     | 3:2  | Marco Fu     |
| 2   | Neil Robertson | 0:3  | Shaun Murphy   |  | 9   | Shaun Murphy   | 3:1  | Mark Selby   |  | 16  | Ryan Day       | 1:3  | Dominic Dale |
| 3   | John Higgins   | 1:3  | Dominic Dale   |  | 10  | John Higgins   | 3:2  | Marco Fu     |  | 17  | Shaun Murphy   | 1:3  | Marco Fu     |
| 4   | Marco Fu       | 3:2  | Neil Robertson |  | 11  | Dominic Dale   | 0:3  | Mark Selby   |  | 18  | Neil Robertson | 2:3  | John Higgins |
| 5   | Mark Selby     | 0:3  | John Higgins   |  | 12  | Ryan Day       | 3:2  | Marco Fu     |  | 19  | Shaun Murphy   | 1:3  | Dominic Dale |
| 6   | Shaun Murphy   | 3:1  | Ryan Day       |  | 13  | Shaun Murphy   | 3:0  | John Higgins |  | 20  | Ryan Day       | 3:0  | John Higgins |
| 7   | Neil Robertson | 3:1  | Ryan Day       |  | 14  | Neil Robertson | 2:3  | Dominic Dale |  | 21  | Neil Robertson | 2:3  | Mark Selby   |

#### Tabelle
| Pos. | Spieler        | Gegner | Gegner | Gegner | Gegner | Gegner | Gegner | Gegner | Partien | Frames | Punkte | Preisgeld |
| ---- | -------------- | ------ | ------ | ------ | ------ | ------ | ------ | ------ | ------- | ------ | ------ | --------- |
| Pos. | Spieler        | MUR    | DAL    | FU     | DAY    | HIG    | SEL    | ROB    | Partien | Frames | Punkte | Preisgeld |
| 1    | Shaun Murphy   | x      | 1      | 1      | 3      | 3      | 3      | 3      | 4:2     | 14:8   | 4      | 6.200 £   |
| 2    | Dominic Dale   | 3      | x      | 1      | 3      | 3      | 0      | 3      | 4:2     | 13:11  | 4      | 4.500 £   |
| 3    | Marco Fu       | 3      | 3      | x      | 2      | 2      | 2      | 3      | 3:3     | 15:13  | 3      | 3.600 £   |
| 4    | Ryan Day       | 1      | 1      | 3      | x      | 3      | 3      | 1      | 3:3     | 12:11  | 3      | 2.200 £   |
| 5    | John Higgins   | 0      | 1      | 3      | 0      | x      | 3      | 3      | 3:3     | 10:13  | 2      | 1.000 £   |
| 6    | Mark Selby     | 1      | 3      | 3      | 0      | 0      | x      | 3      | 3:3     | 10:13  | 3      | 1.000 £   |
| 7    | Neil Robertson | 0      | 2      | 2      | 3      | 2      | 2      | x      | 1:5     | 11:16  | 1      | 1.100 £   |

|  | Qualifikation für das Halbfinale der Gruppe 5 |
|  | Qualifikation für Gruppe 6                    |

#### K.-o.-Phase
|  | Halbfinale Best of 5 Frames | Halbfinale Best of 5 Frames | Halbfinale Best of 5 Frames |  |  | Finale Best of 5 Frames | Finale Best of 5 Frames | Finale Best of 5 Frames |
|  |                             |                             |                             |  |  |                         |                         |                         |
|  |                             |                             |                             |  |  |                         |                         |                         |
|  | 1                           | Shaun Murphy                | 3                           |  |  |                         |                         |                         |
|  | 4                           | Ryan Day                    | 0                           |  |  |                         |                         |                         |
|  |                             |                             |                             |  |  | 1                       | Shaun Murphy            | 3                       |
|  |                             |                             |                             |  |  | 2                       | Dominic Dale            | 1                       |
|  | 2                           | Dominic Dale                | 3                           |  |  |                         |                         |                         |
|  | 3                           | Marco Fu                    | 2                           |  |  |                         |                         |                         |
|  |                             |                             |                             |  |  |                         |                         |                         |

### Gruppe 6
Die Spiele der Gruppe 6 fanden am 12. und 13. Februar 2014 statt. Zu den Qualifizierten aus Gruppe 5 kam Vorjahressieger Martin Gould sowie Mark J. Williams und Michael Holt. Der Titelverteidiger Gould konnte sich auch sofort in die Winners' Group qualifizieren. Er siegte im Gruppenfinale 3:1 gegen John Higgins. Marco Fu und Dominic Dale schieden nach der Gruppenphase aus dem Turnier aus.

#### Gruppenspiele
| Sp. | Spieler 1    | Erg. | Spieler 2        |  | Sp. | Spieler 1        | Erg. | Spieler 2        |  | Sp. | Spieler 1    | Erg. | Spieler 2        |
| --- | ------------ | ---- | ---------------- |  | --- | ---------------- | ---- | ---------------- |  | --- | ------------ | ---- | ---------------- |
| 1   | Ryan Day     | 0:3  | John Higgins     |  | 8   | Mark J. Williams | 3:1  | Michael Holt     |  | 15  | Ryan Day     | 0:3  | Mark J. Williams |
| 2   | Dominic Dale | 1:3  | Marco Fu         |  | 9   | Martin Gould     | 3:0  | Michael Holt     |  | 16  | John Higgins | 3:2  | Michael Holt     |
| 3   | Martin Gould | 1:3  | Mark J. Williams |  | 10  | Marco Fu         | 2:3  | John Higgins     |  | 17  | Marco Fu     | 1:3  | Michael Holt     |
| 4   | Michael Holt | 3:1  | Dominic Dale     |  | 11  | Ryan Day         | 3:0  | Michael Holt     |  | 18  | Dominic Dale | 1:3  | Martin Gould     |
| 5   | John Higgins | 1:3  | Martin Gould     |  | 12  | Mark J. Williams | 0:3  | John Higgins     |  | 19  | Marco Fu     | 1:3  | Mark J. Williams |
| 6   | Marco Fu     | 2:3  | Ryan Day         |  | 13  | Dominic Dale     | 1:3  | Mark J. Williams |  | 20  | Ryan Day     | 1:3  | Martin Gould     |
| 7   | Dominic Dale | 0:3  | Ryan Day         |  | 14  | Marco Fu         | 2:3  | Martin Gould     |  | 21  | Dominic Dale | 1:3  | John Higgins     |

#### Tabelle
| Pos. | Spieler          | Gegner | Gegner | Gegner | Gegner | Gegner | Gegner | Gegner | Partien | Frames | Punkte | Preisgeld |
| ---- | ---------------- | ------ | ------ | ------ | ------ | ------ | ------ | ------ | ------- | ------ | ------ | --------- |
| Pos. | Spieler          | GOU    | HIG    | WIL    | DAY    | HOL    | FU     | DAL    | Partien | Frames | Punkte | Preisgeld |
| 1    | Martin Gould     | x      | 3      | 1      | 3      | 3      | 3      | 3      | 5:1     | 16:8   | 5      | 6.400 £   |
| 2    | John Higgins     | 1      | x      | 3      | 3      | 3      | 3      | 3      | 5:1     | 16:8   | 5      | 4.800 £   |
| 3    | Mark J. Williams | 3      | 0      | x      | 3      | 3      | 3      | 3      | 5:1     | 15:7   | 5      | 2.500 £   |
| 4    | Ryan Day         | 1      | 0      | 0      | x      | 3      | 3      | 3      | 3:3     | 10:11  | 3      | 2.300 £   |
| 5    | Michael Holt     | 0      | 2      | 1      | 0      | x      | 3      | 3      | 2:4     | 9:14   | 2      | 900 £     |
| 6    | Marco Fu         | 2      | 2      | 1      | 2      | 1      | x      | 3      | 1:5     | 11:16  | 1      | 1.600 £   |
| 7    | Dominic Dale     | 1      | 1      | 1      | 0      | 1      | 1      | x      | 0:6     | 5:18   | 0      | 500 £     |

|  | Qualifikation für das Halbfinale der Gruppe 6 |
|  | Qualifikation für Gruppe 7                    |

#### K.-o.-Phase
|  | Halbfinale Best of 5 Frames | Halbfinale Best of 5 Frames | Halbfinale Best of 5 Frames |  |  | Finale Best of 5 Frames | Finale Best of 5 Frames | Finale Best of 5 Frames |
|  |                             |                             |                             |  |  |                         |                         |                         |
|  |                             |                             |                             |  |  |                         |                         |                         |
|  | 1                           | Martin Gould                | 3                           |  |  |                         |                         |                         |
|  | 4                           | Ryan Day                    | 1                           |  |  |                         |                         |                         |
|  |                             |                             |                             |  |  | 1                       | Martin Gould            | 3                       |
|  |                             |                             |                             |  |  | 2                       | John Higgins            | 1                       |
|  | 2                           | John Higgins                | 3                           |  |  |                         |                         |                         |
|  | 3                           | Mark J. Williams            | 0                           |  |  |                         |                         |                         |
|  |                             |                             |                             |  |  |                         |                         |                         |

### Gruppe 7
Die Spiele der Gruppe 7 fanden am 3. und 4. März 2014 statt. Zusätzlich zu den aus Gruppe 6 qualifizierten nahmen noch Mark King, Andrew Higginson, Peter Ebdon und Marcus Campbell teil. Der eigentlich qualifizierte Michael Holt nahm nicht teil. Den letzten Platz in der Winners' Group sicherte sich Ryan Day mit einem 3:0 über Andrew Higginson. In der Gruppenphase konnte John Higgins alle sechs Spiele gewinnen und gab dabei nur zwei Frames ab, ein neuer Rekord in dieser Turnierserie.

#### Gruppenspiele
| Sp. | Spieler 1        | Erg. | Spieler 2        |  | Sp. | Spieler 1        | Erg. | Spieler 2        |  | Sp. | Spieler 1        | Erg. | Spieler 2        |
| --- | ---------------- | ---- | ---------------- |  | --- | ---------------- | ---- | ---------------- |  | --- | ---------------- | ---- | ---------------- |
| 1   | John Higgins     | 3:0  | Mark J. Williams |  | 8   | John Higgins     | 3:0  | Ryan Day         |  | 15  | Marcus Campbell  | 0:3  | Mark King        |
| 2   | Ryan Day         | 3:0  | Marcus Campbell  |  | 9   | Mark J. Williams | 0:3  | Marcus Campbell  |  | 16  | Ryan Day         | 3:2  | Andrew Higginson |
| 3   | Peter Ebdon      | 3:2  | Andrew Higginson |  | 10  | Peter Ebdon      | 0:3  | Mark King        |  | 17  | Mark J. Williams | 3:2  | Mark King        |
| 4   | Mark King        | 0:3  | John Higgins     |  | 11  | Ryan Day         | 3:0  | Mark King        |  | 18  | John Higgins     | 3:1  | Peter Ebdon      |
| 5   | Mark J. Williams | 2:3  | Ryan Day         |  | 12  | Andrew Higginson | 3:1  | Marcus Campbell  |  | 19  | Ryan Day         | 3:1  | Peter Ebdon      |
| 6   | Marcus Campbell  | 3:2  | Peter Ebdon      |  | 13  | John Higgins     | 3:0  | Andrew Higginson |  | 20  | Mark J. Williams | 1:3  | Andrew Higginson |
| 7   | Andrew Higginson | 2:3  | Mark King        |  | 14  | Mark J. Williams | 0:3  | Peter Ebdon      |  | 21  | John Higgins     | 3:1  | Marcus Campbell  |

#### Tabelle
| Pos. | Spieler          | Gegner | Gegner | Gegner | Gegner | Gegner | Gegner | Gegner | Partien | Frames | Punkte | Preisgeld |
| ---- | ---------------- | ------ | ------ | ------ | ------ | ------ | ------ | ------ | ------- | ------ | ------ | --------- |
| Pos. | Spieler          | HIG    | DAY    | KIN    | AHI    | EBD    | CAM    | WIL    | Partien | Frames | Punkte | Preisgeld |
| 1    | John Higgins     | x      | 3      | 3      | 3      | 3      | 3      | 3      | 6:0     | 18:2   | 6      | 3.600 £   |
| 2    | Ryan Day         | 0      | x      | 3      | 3      | 3      | 3      | 3      | 5:1     | 15:8   | 5      | 6.300 £   |
| 3    | Mark King        | 0      | 0      | x      | 3      | 3      | 3      | 2      | 3:3     | 11:11  | 3      | 2.400 £   |
| 4    | Andrew Higginson | 0      | 2      | 2      | x      | 2      | 3      | 3      | 2:4     | 12:14  | 2      | 4.100 £   |
| 5    | Peter Ebdon      | 1      | 1      | 0      | 3      | x      | 2      | 3      | 2:4     | 10:14  | 2      | 1.000 £   |
| 6    | Marcus Campbell  | 1      | 0      | 0      | 1      | 3      | x      | 3      | 2:4     | 8:14   | 2      | 800 £     |
| 7    | Mark J. Williams | 0      | 2      | 3      | 1      | 0      | 0      | x      | 1:5     | 6:17   | 1      | 600 £     |

|  | Qualifikation für das Halbfinale der Gruppe 7 |

#### K.-o.-Phase
|  | Halbfinale Best of 5 Frames | Halbfinale Best of 5 Frames | Halbfinale Best of 5 Frames |  |  | Finale Best of 5 Frames | Finale Best of 5 Frames | Finale Best of 5 Frames |
|  |                             |                             |                             |  |  |                         |                         |                         |
|  |                             |                             |                             |  |  |                         |                         |                         |
|  | 1                           | John Higgins                | 1                           |  |  |                         |                         |                         |
|  | 4                           | Andrew Higginson            | 3                           |  |  |                         |                         |                         |
|  |                             |                             |                             |  |  | 4                       | Andrew Higginson        | 0                       |
|  |                             |                             |                             |  |  | 3                       | Ryan Day                | 3                       |
|  | 2                           | Ryan Day                    | 3                           |  |  |                         |                         |                         |
|  | 3                           | Mark King                   | 1                           |  |  |                         |                         |                         |
|  |                             |                             |                             |  |  |                         |                         |                         |

## Winners’ Group
Die Spiele der Winners' Group fanden am 5. und 6. März 2014 statt. Die Sieger der sieben Gruppen qualifizierten sich für die Gruppenphase der Winners’ Group und spielten im Round-Robin-Modus um den Einzug ins Halbfinale. Judd Trump konnte sich im Finale gegen Vorjahressieger Martin Gould mit 3:1 durchsetzen. Trump konnte die Championship League damit zum zweiten Mal gewinnen. Den ersten Sieg konnte er bei der zweiten Auflage der Championship League im Jahr 2009 feiern.

### Gruppenspiele
| Sp. | Spieler 1       | Erg. | Spieler 2       |  | Sp. | Spieler 1    | Erg. | Spieler 2       |  | Sp. | Spieler 1       | Erg. | Spieler 2       |
| --- | --------------- | ---- | --------------- |  | --- | ------------ | ---- | --------------- |  | --- | --------------- | ---- | --------------- |
| 1   | Ricky Walden    | 3:1  | Joe Perry       |  | 8   | Ricky Walden | 1:3  | Judd Trump      |  | 15  | Stephen Maguire | 3:2  | Ryan Day        |
| 2   | Judd Trump      | 2:3  | Stephen Maguire |  | 9   | Joe Perry    | 1:3  | Stephen Maguire |  | 16  | Judd Trump      | 3:2  | Martin Gould    |
| 3   | Shaun Murphy    | 2:3  | Martin Gould    |  | 10  | Shaun Murphy | 3:0  | Ryan Day        |  | 17  | Joe Perry       | 3:1  | Ryan Day        |
| 4   | Ryan Day        | 0:3  | Ricky Walden    |  | 11  | Judd Trump   | 0:3  | Ryan Day        |  | 18  | Ricky Walden    | 1:3  | Shaun Murphy    |
| 5   | Joe Perry       | 2:3  | Judd Trump      |  | 12  | Martin Gould | 2:3  | Stephen Maguire |  | 19  | Judd Trump      | 2:3  | Shaun Murphy    |
| 6   | Stephen Maguire | 1:3  | Shaun Murphy    |  | 13  | Ricky Walden | 1:3  | Martin Gould    |  | 20  | Joe Perry       | 1:3  | Martin Gould    |
| 7   | Martin Gould    | 2:3  | Ryan Day        |  | 14  | Joe Perry    | 1:3  | Shaun Murphy    |  | 21  | Ricky Walden    | 3:2  | Stephen Maguire |

### Tabelle
| Pos. | Spieler         | Gegner | Gegner | Gegner | Gegner | Gegner | Gegner | Gegner | Partien | Frames | Punkte | Preisgeld |
| ---- | --------------- | ------ | ------ | ------ | ------ | ------ | ------ | ------ | ------- | ------ | ------ | --------- |
| Pos. | Spieler         | MUR    | MAG    | GOU    | TRU    | WAL    | DAY    | PER    | Partien | Frames | Punkte | Preisgeld |
| 1    | Shaun Murphy    | x      | 3      | 2      | 3      | 3      | 3      | 3      | 4:2     | 14:10  | 4      | 7.000 £   |
| 2    | Stephen Maguire | 1      | x      | 3      | 3      | 2      | 3      | 3      | 4:2     | 15:13  | 4      | 7.000 £   |
| 3    | Martin Gould    | 3      | 2      | x      | 2      | 3      | 2      | 3      | 3:3     | 15:13  | 3      | 9.200 £   |
| 4    | Judd Trump      | 2      | 2      | 3      | x      | 3      | 0      | 3      | 3:3     | 13:14  | 3      | 14.400 £  |
| 5    | Ricky Walden    | 1      | 3      | 1      | 1      | x      | 3      | 3      | 3:3     | 12:12  | 3      | 2.400 £   |
| 6    | Ryan Day        | 0      | 2      | 3      | 3      | 0      | x      | 1      | 2:4     | 9:14   | 2      | 1.800 £   |
| 7    | Joe Perry       | 1      | 1      | 1      | 2      | 1      | 3      | x      | 1:5     | 9:16   | 1      | 1.800 £   |

|  | Qualifikation für das Halbfinale der Winners’ Group |

### K.-o.-Phase
|  | Halbfinale Best of 5 Frames | Halbfinale Best of 5 Frames | Halbfinale Best of 5 Frames |  |  | Finale Best of 5 Frames | Finale Best of 5 Frames | Finale Best of 5 Frames |
|  |                             |                             |                             |  |  |                         |                         |                         |
|  |                             |                             |                             |  |  |                         |                         |                         |
|  | 1                           | Shaun Murphy                | 2                           |  |  |                         |                         |                         |
|  | 4                           | Judd Trump                  | 3                           |  |  |                         |                         |                         |
|  |                             |                             |                             |  |  | 4                       | Judd Trump              | 3                       |
|  |                             |                             |                             |  |  | 3                       | Martin Gould            | 1                       |
|  | 2                           | Stephen Maguire             | 0                           |  |  |                         |                         |                         |
|  | 3                           | Martin Gould                | 3                           |  |  |                         |                         |                         |
|  |                             |                             |                             |  |  |                         |                         |                         |

| Finale: Best of 5 Frames Schiedsrichter/in: Brendan Moore Crondon Park Golf Club, Stock (Essex), England, 6. März 2014 |                |              |
| Judd Trump | 3:1            | Martin Gould |
| 120:0 (119), 70:8, 64:65 (64 Trump, 59 Gould), 109:1 (109)                                                             |                |              |
| 119 | Höchstes Break | 59           |
| 2 | Century-Breaks | –            |
| 3 | 50+-Breaks     | 1            |

## Century-Breaks
Insgesamt wurden 93 Century-Breaks erzielt, wobei 19 Spieler mindestens eines erreichten. Das höchste Break im Turnier war ein Maximum Break von Shaun Murphy in der zweiten Gruppe.
| Shaun Murphy     | 147, 134, 131, 128, 121, 112, 109, 108, 103 (2×), 102, 101                                                   |
| Neil Robertson   | 144, 141, 137 (2×), 135, 134, 133, 131, 129, 128, 127, 124, 119, 118, 117, 109, 107, 104, 103, 102 (2×), 101 |
| Judd Trump       | 142 (2×), 130, 119, 117, 113, 109, 108, 102, 100                                                             |
| John Higgins     | 139, 137 |
| Andrew Higginson | 139, 122, 104, 101                                                                                           |
| Marco Fu         | 137, 129, 122, 108, 105, 103, 100                                                                            |
| Stephen Maguire  | 135, 131, 128                                                                                                |
| Mark Davis       | 134, 131, 124, 102, 101                                                                                      |
| Ali Carter       | 133, 102 |
| Tom Ford         | 131 |

| Peter Ebdon    | 130, 108                     |
| Mark Selby     | 130, 126, 119, 106, 105, 102 |
| Martin Gould   | 128, 121, 110                |
| Barry Hawkins  | 124                          |
| Ryan Day       | 123, 118, 115, 107, 105, 101 |
| Michael Holt   | 121, 106 (2×), 105           |
| Ricky Walden   | 117                          |
| Joe Perry      | 103                          |
| Stuart Bingham | 101                          |